# Ginery Twichell

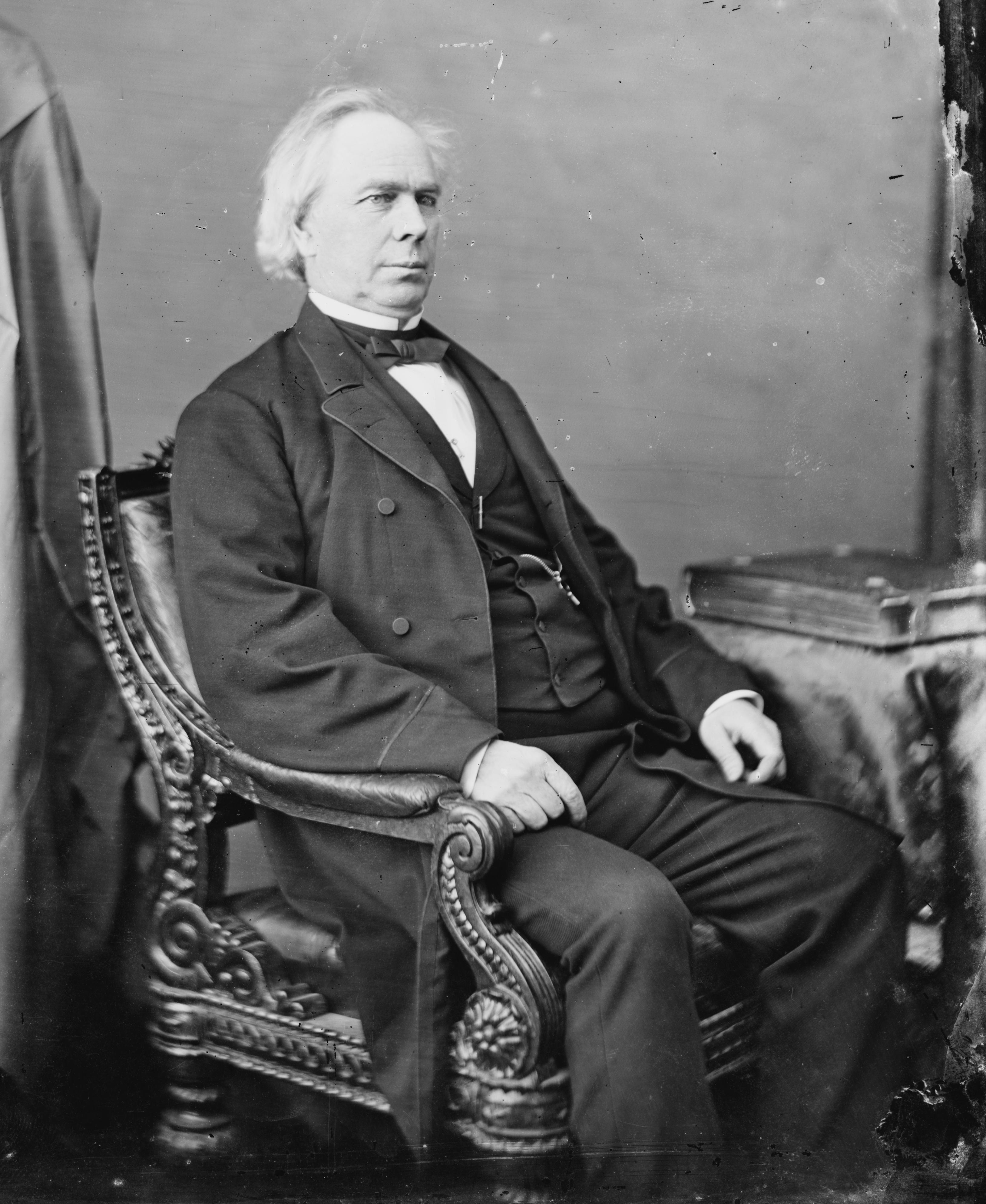
Ginery Twichell

Ginery Twichell (* 26. August 1811 in Athol, Massachusetts; † 23. Juli 1883 in Brookline, Massachusetts) war ein US-amerikanischer Politiker. Zwischen 1867 und 1873 vertrat er den Bundesstaat Massachusetts im US-Repräsentantenhaus.

## Werdegang
Ginery Twichell besuchte die öffentlichen Schulen seiner Heimat. Danach wurde er Besitzer einiger Postkutschenlinien. Seit 1848 war er auch im Eisenbahngeschäft tätig. Im Jahr 1857 wurde er Präsident der Boston and Worcester Railroad. Politisch schloss er sich der Republikanischen Partei an. Im Jahr 1864 war er Delegierter zur Republican National Convention, auf der Präsident Abraham Lincoln zur Wiederwahl nominiert wurde.
Bei den Kongresswahlen des Jahres 1866 wurde Twichell im dritten Wahlbezirk von Massachusetts in das US-Repräsentantenhaus in Washington, D.C. gewählt, wo er am 4. März 1867 die Nachfolge von Alexander H. Rice antrat. Nach zwei Wiederwahlen konnte er bis zum 3. März 1873 drei Legislaturperioden im Kongress absolvieren. Seit 1865 war die Arbeit des Kongresses von den Spannungen zwischen den Republikanern und Präsident Andrew Johnson geprägt, die in einem nur knapp gescheiterten Amtsenthebungsverfahren gipfelten.
Im Jahr 1872 verzichtete Twichell auf eine erneute Kongresskandidatur. Zwischen 1870 (also noch zu seiner Zeit als Kongressabgeordneter) und 1874 war er Präsident der Eisenbahngesellschaft Atchison, Topeka and Santa Fe Railway. Bis 1878 war er außerdem Präsident der Boston, Barre and Gardner Railroad. Er starb am 23. Juli 1883 in Brookline.